# Walid al-Mouallem
Walid Mohi Edine al-Mouallem (Damasco, 13 gennaio 1941 – Damasco, 16 novembre 2020) è stato un politico siriano.
Dal 2011 alla morte è stato ministro degli affari esteri e degli espatriati.